# Blankenburg (Harz)
Pour les articles homonymes, voir Blankenburg.
Blankenburg (Harz) est une ville de Saxe-Anhalt en Allemagne, située dans l'arrondissement de Harz, au nord-est du massif du Harz.

## Géographie
La ville se trouve au versant nord de la montagne, à l'ouest de Quedlinbourg, au sud de Halberstadt et à l'est de Wernigerode. Le château de Blankenburg, de style baroque, est perché sur un rocher au-dessus de la vieille ville, entouré d'un parc étendu. 
La zone urbaine de Blankenburg comprend les anciennes communes de Börnecke, Cattenstedt, Heimburg, Hüttenrode, Timmenrode, Wienrode et la ville de Derenburg.

## Histoire
| Appartenances historiques Comté de Blankenburg (1123-1707) Principauté de Blankenburg (1707-1807) Royaume de Westphalie (1807-1813) Duché de Brunswick (1815-1918) République de Weimar (1918-1933) Reich allemand (1933-1945) Allemagne occupée (1945-1949) Allemagne de l'Est (1949-1990) Allemagne (1990-présent) |

Le château de Blankenburg est mentionné pour la première fois en 1123, dans un acte fait par Lothaire de Supplinbourg, duc de Saxe et futur roi des Romains. Peu tard, le château appartenait aux comtes de Blankenburg, parents du roi qui étaient aussi vassaux du duc Henri le Lion jusqu'à sa chute en 1180. 

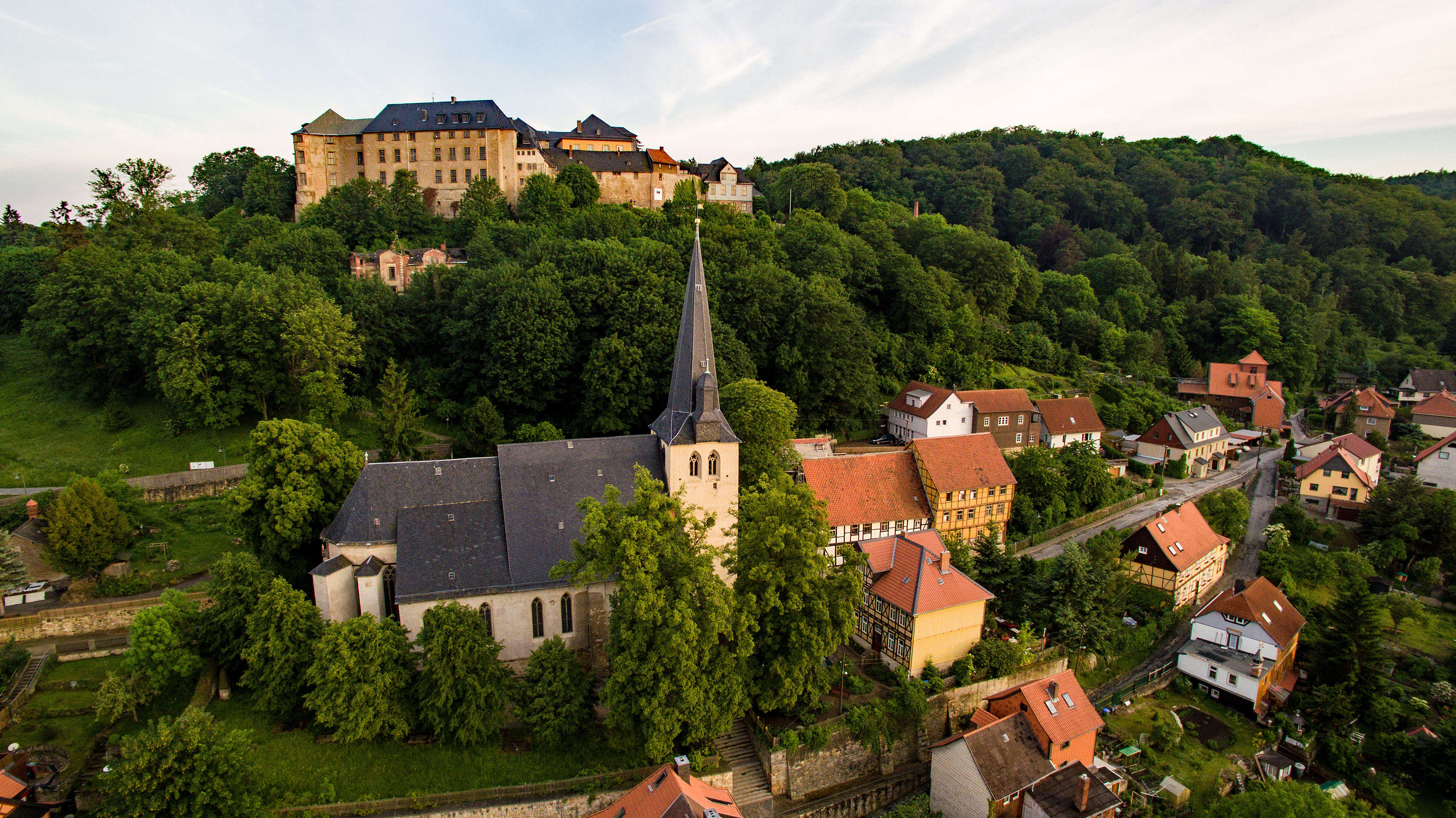
Le château et l'église paroissiale

Ensuite, les forces d'empereur Frédéric Barberousse ravageaient le château et les comtes devinrent les vassaux de la principauté épiscopale de Halberstadt. La cité au pied de la forteresse, avec la mairie et l'église paroissiale, fut fondée au XIIIe siècle. La suzeraineté est restée contestée entre les évêques de Halberstadt et les descendants d'Henri, les ducs de Brunswick-Lunebourg de la maison de Welf.
En 1599, après la mort du dernier comte de Blankenburg, le fief retourna au duc Henri-Jules de Brunswick-Wolfenbüttel, qui était aussi élu évêque et administrateur protestant du diocèse de Halberstadt. À partir de 1616, les fiefs étaient gérés par Christian de Brunswick (le « téméraire de Halberstadt ») qui se lança dans la guerre de Trente Ans. En 1625, la ville était occupée par les troupes d'Albrecht von Wallenstein qui laissèrent beaucoup de ravages. Après la guerre, les travaux de reconstruction ont commencé sous le gouvernement du duc Rodolphe-Auguste de Brunswick-Wolfenbüttel. 

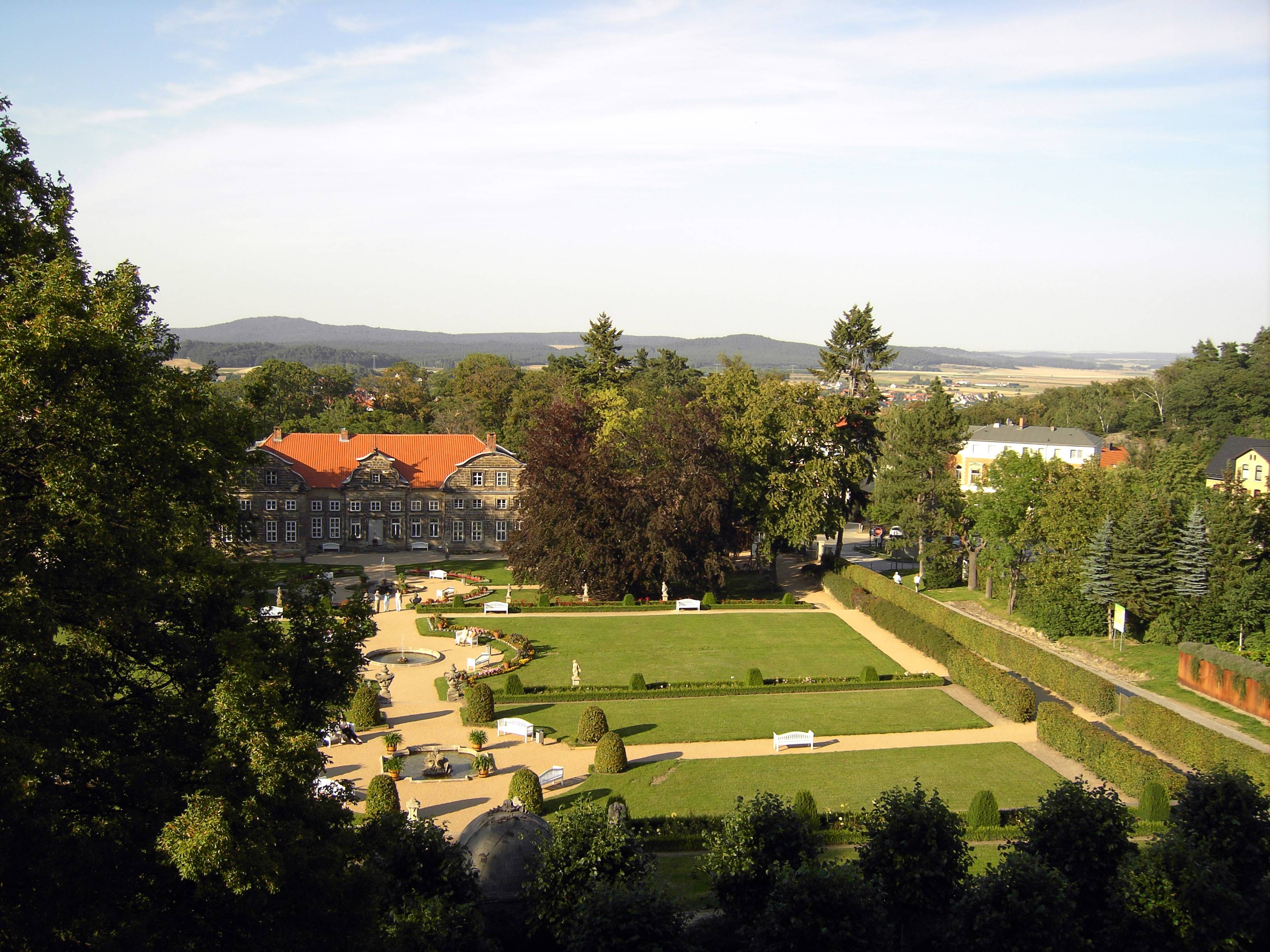
Le « petit château » (Kleines Schloss) avec ses parcs

À la fin du XVIIe siècle, l'exclave de Blankenburg a été transformée en résidences secondaire des princes de Wolfenbüttel. Sous le règne de Louis-Rodolphe de Brunswick-Wolfenbüttel, à partir de 1707, le comté de Blankenburg est devenu une principauté autonome et le château a été construit comme résidence baroque. À sa cour, nombreux artistes comme l'actrice de théâtre Friederike Caroline Neuber vivaient et travaillaient. De 1796 à 1798, le château de Blankenburg était un sanctuaire pour Louis XVIII, le dépositaire légitime de la couronne de France. Le général Danican, fuyant les proscriptions de la Terreur, faisait partie de cette petite cour. 
À partir de 1807, Blankenburg faisait partie du royaume de Westphalie; après le congrès de Vienne, la ville était le chef-lieu du district de Blankenburg (Landkreis Blankenburg), une partie orientale du duché de Brunswick entouré par la province prussienne de Saxe. Après la Seconde Guerre mondiale, le district fut annexé à la zone d'occupation soviétique, puis à l'Allemagne de l'Est (RDA).

## Jumelages
- Georgsmarienhütte (Allemagne)
- Herdecke (Allemagne)
- Meerbusch (Allemagne)
- Wolfenbüttel (Allemagne)

## Personnalités liées à la ville
- Joseph von Radowitz (1797–1853), général et homme politique
- Adolf Ledebur (1837–1906),  métallurgiste, découvreur de la lédéburite
- Ernst Bötticher (1842-1930), journaliste
- Robert Koldewey (1855–1925), archéologue
- Adolf Just (1859–1936), auteur et promoteur du retour à la nature
- Gustav Rienäcker (1861–1935), peintre
- Oswald Spengler (1880–1936), philosophe
- Kurt Ranke (1908–1985), germaniste et folkloriste
- Polykarp Kusch (1911–1993), lauréat du prix Nobel de physique
- Frederika de Hanovre (1917–1981), reine des Hellènes
- Susi Erdmann (née 1968), lugeuse puis une pilote de bobsleigh
- Manuela Lutze (née 1974), rameuse
- Christian Lademann (né 1975), coureur cycliste